# Mercedes-Benz Classe GLA
Pour un article plus général, voir Liste des véhicules Mercedes-Benz.

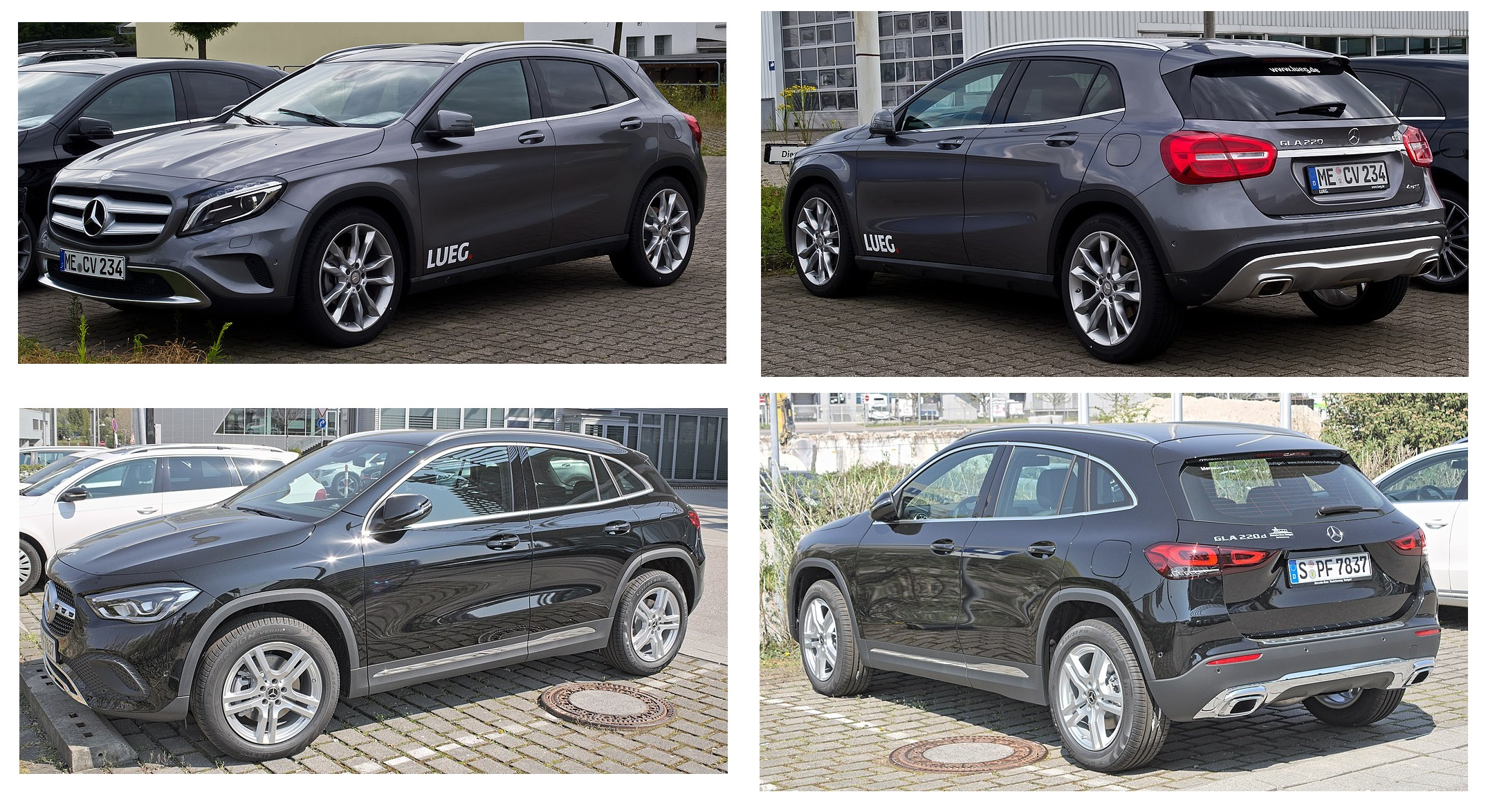
Les Mercedes-Benz Classe GLA.

Le Mercedes-Benz Classe GLA  est une gamme d'automobile crossover compact du constructeur allemand Mercedes-Benz. Dérivée de la Classe A Type 176, elle est lancée en avril 2014 (Type 156) puis en 2020 (Type 247).

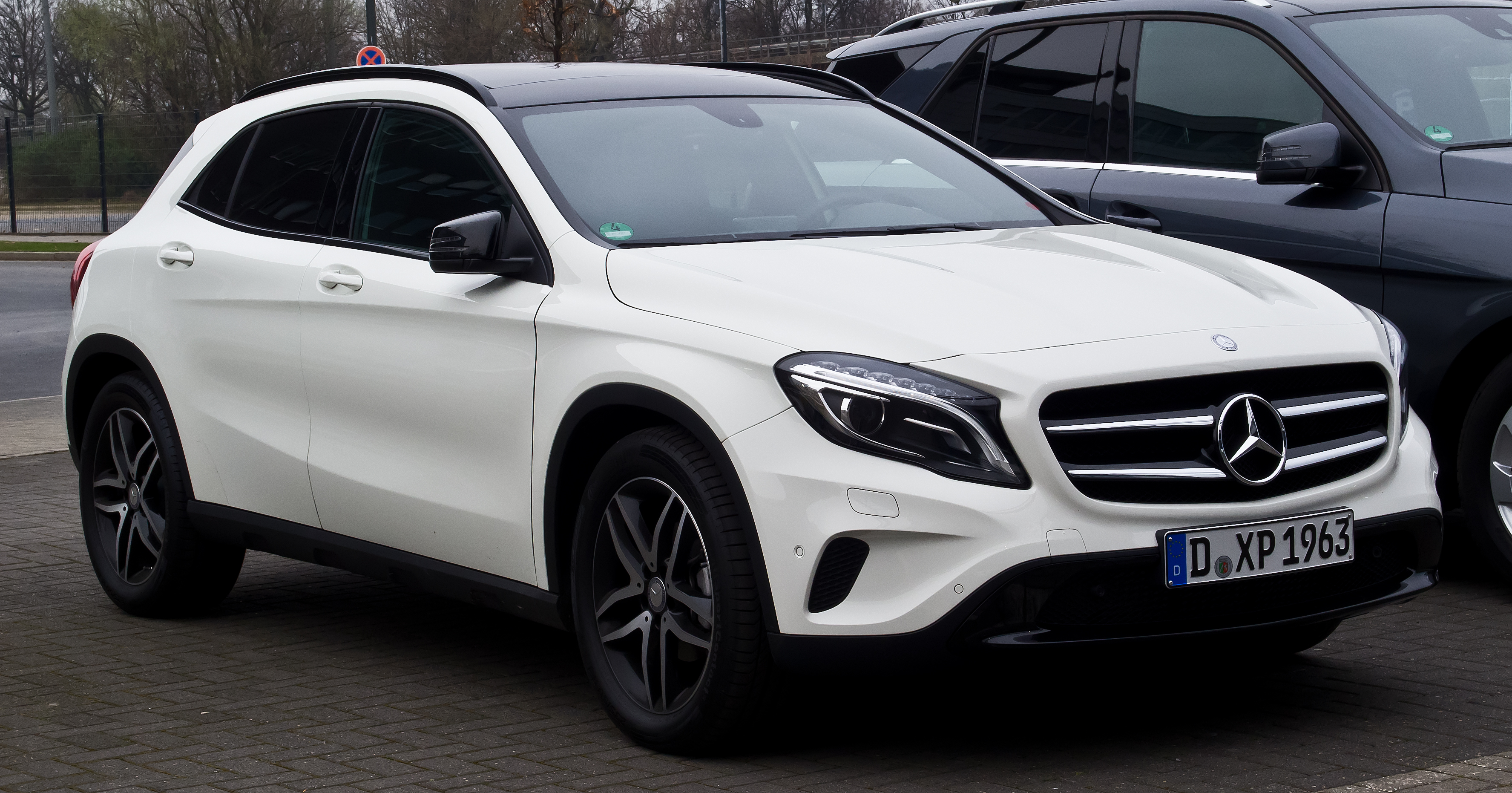
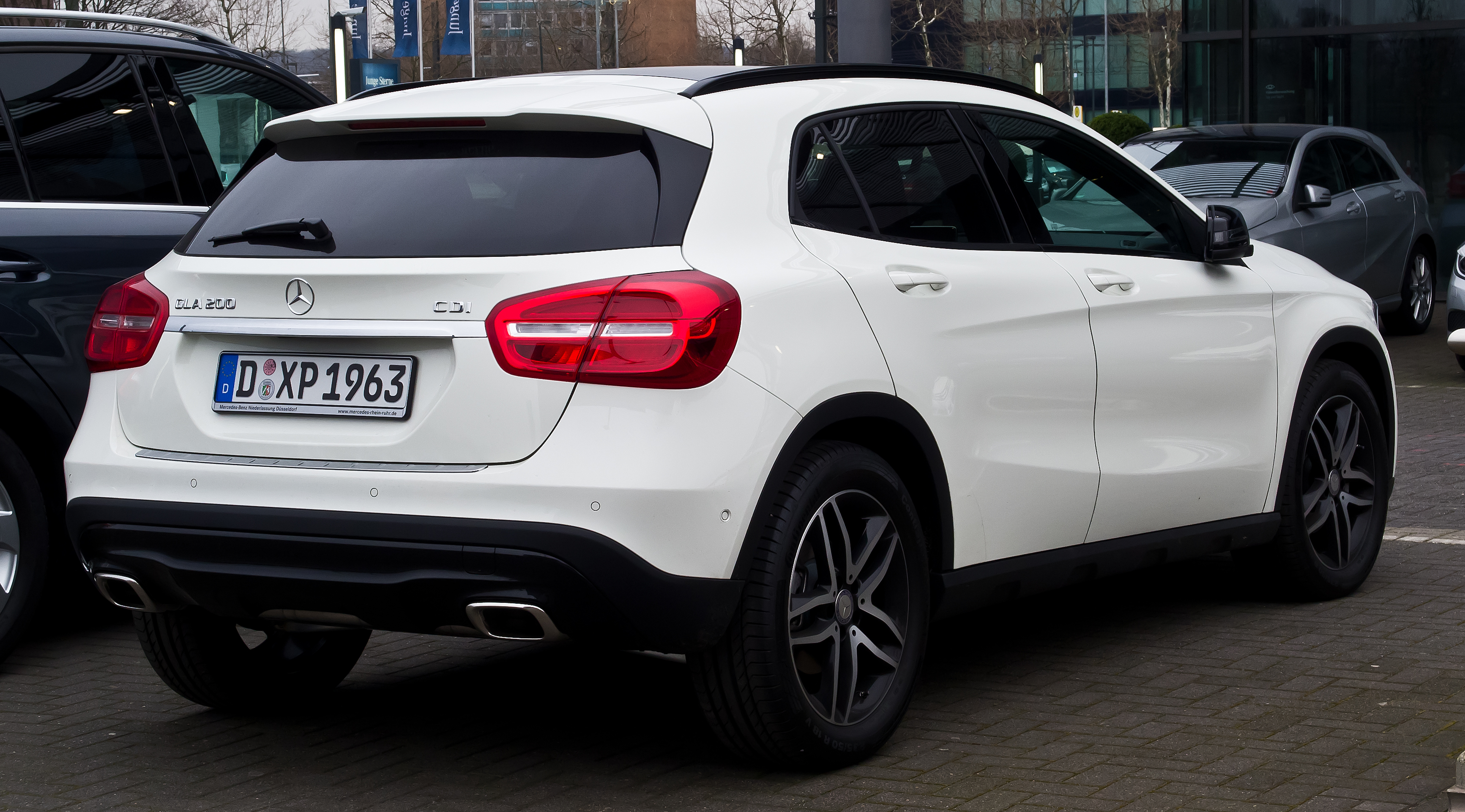
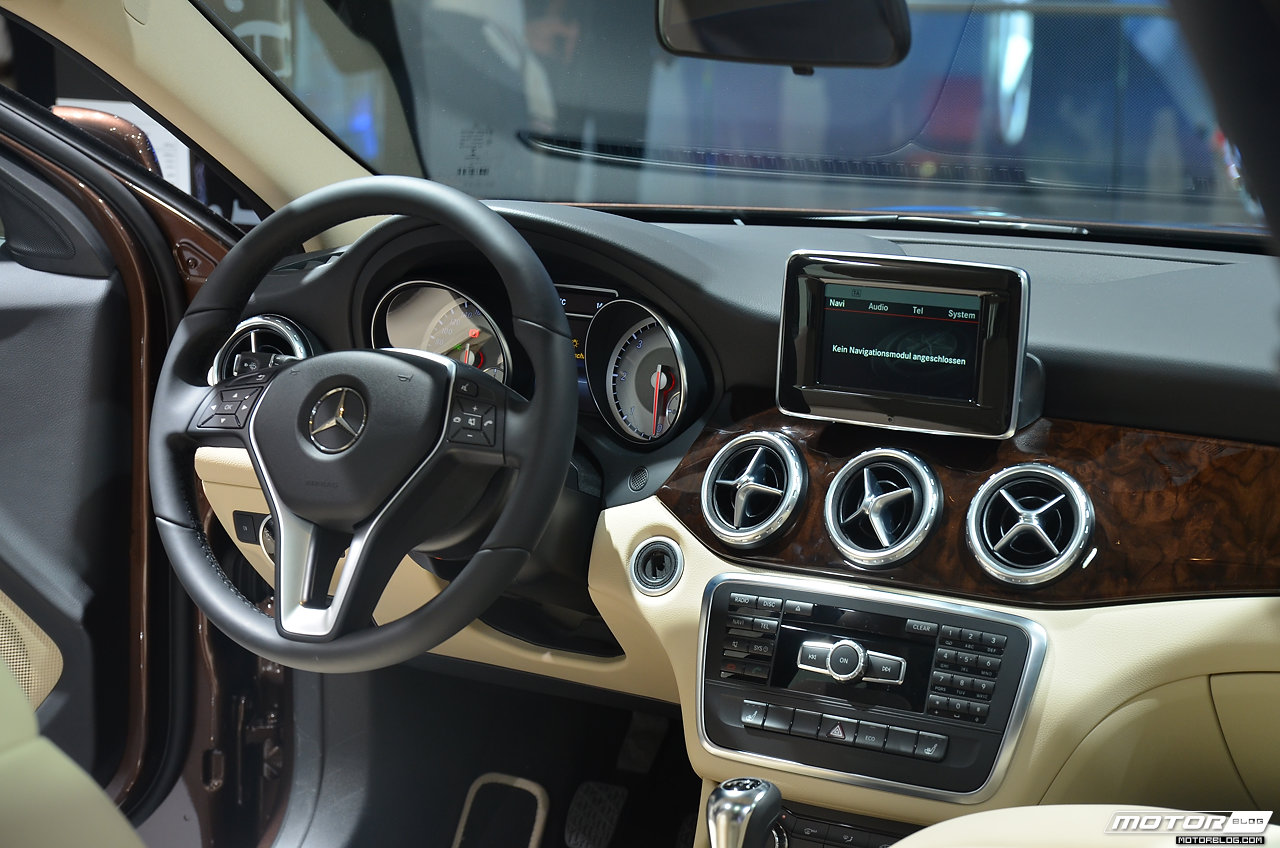
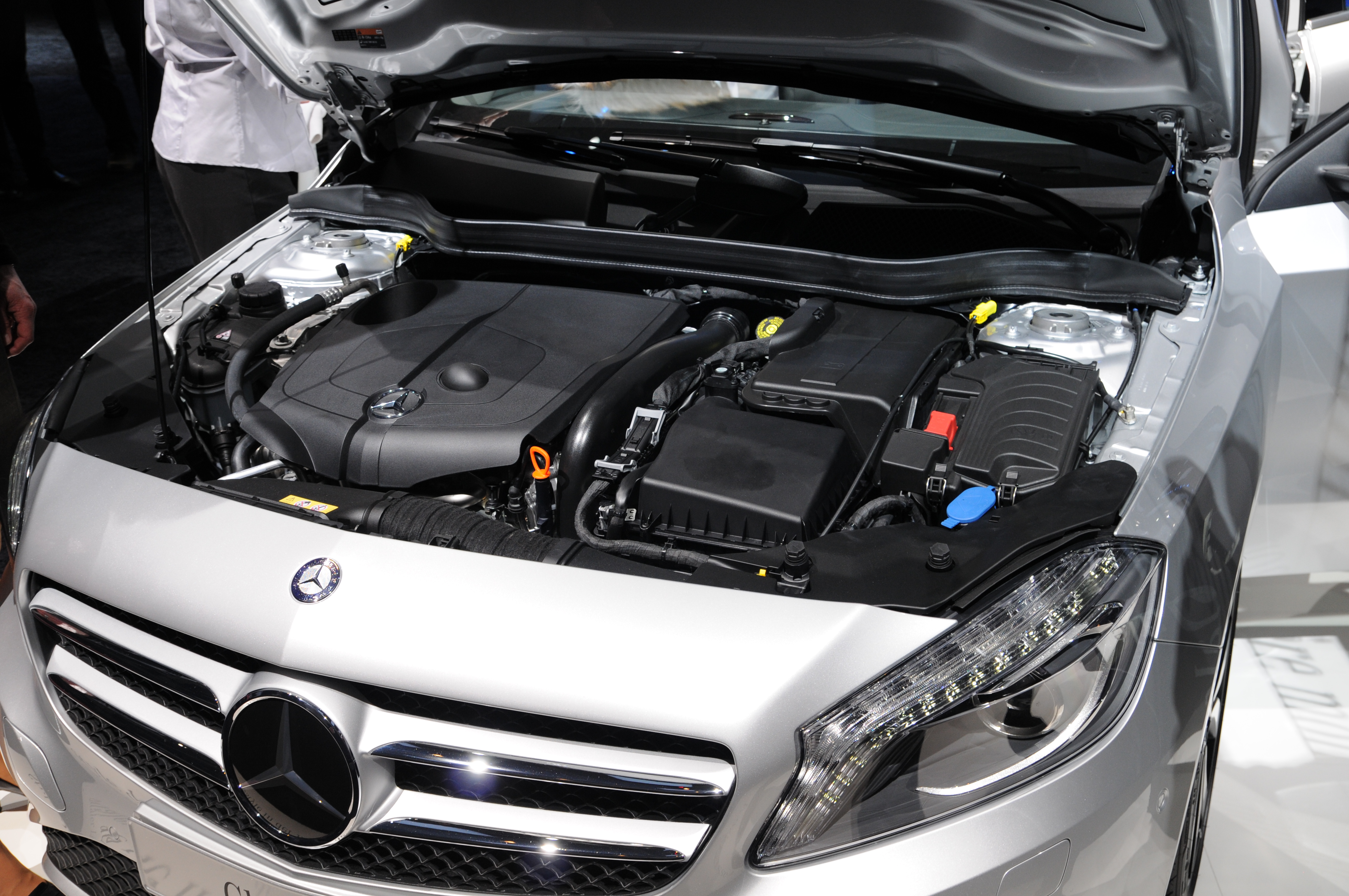

## Historique
La Classe GLA de Mercedes-Benz, se décline en deux générations. Elle n'a aucun précurseur.

### Résumé de la Classe GLA
| Générations        | Production           | Dérivés de chez Mercedes-Benz                                 | Modèles similaires |
| ------------------ | -------------------- | ------------------------------------------------------------- | ------------------ |
| X156 (2014 - 2020) |                      | Type 176 (A) ; Type 246 (B) ; Type 117 (CLA)                  | Audi Q3 ; BMW X1   |
| H247 (2020 - ...)  | Encore en production | Type 177 (A) ; Type 118 (CLA) ; Type 247 (B) ; Type 247 (GLB) | Audi Q3 ; BMW X1   |

### Avant la Classe GLA
- Mercedes-Benz Concept GLA-Class : concept-car présenté en 2013 dans les salons automobiles avant la sortie officielle du modèle.

## 1regénération - Type 156(2014 - 2020)
Le Mercedes-Benz Classe GLA Type 156, premier modèle de la Classe GLA, dérive de la Mercedes-Benz Classe A W176.

### Phase I
Produite de 2014 à début 2017.

### Phase II
Fin 2015, Mercedes-Benz a dévoilé de nouveaux spyshots du GLA sur route qui annoncent que le Crossover sera restylé pour 2017. Il reçoit des feux de jour à diodes, un freinage automatique en ville ou encore du détecteur de fatigue qui annonce l'état de vigilance du conducteur, dès l'entrée de gamme. Sa production est arrêtée en 2020 et il est remplacé par le GLA Type 247.

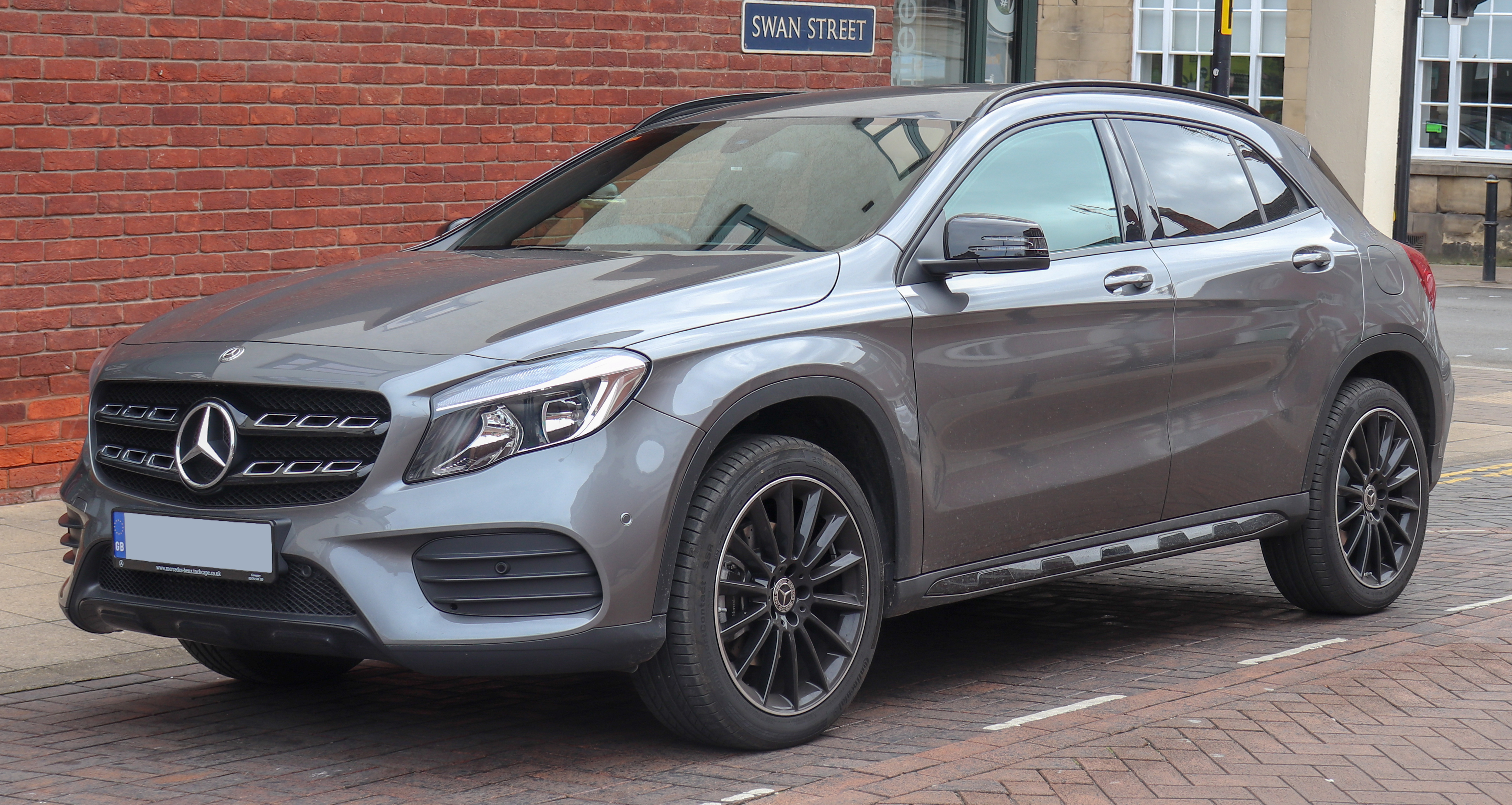
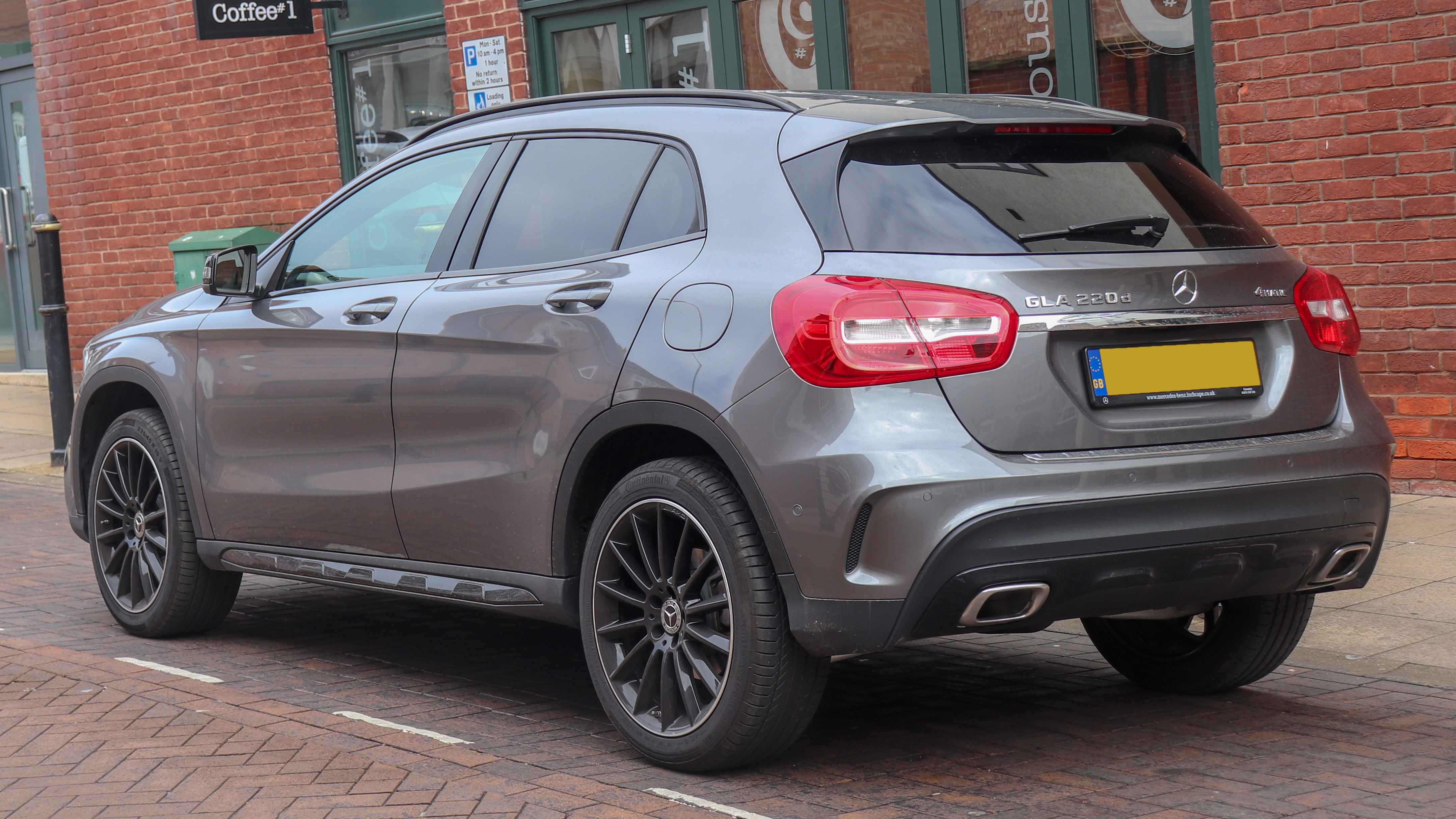

### Versions spécifiques

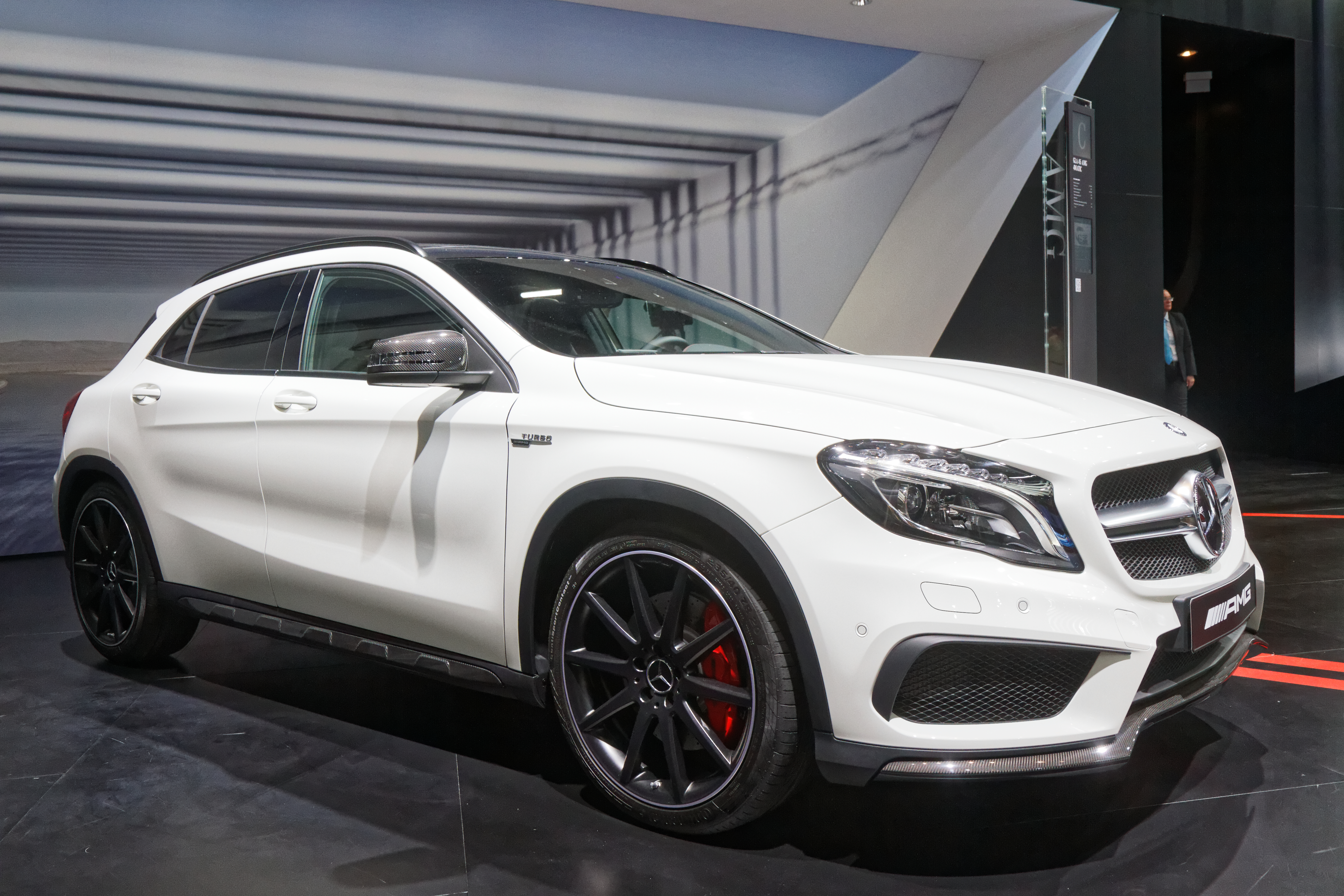

- X156 - AMG : version sportive de la Classe GLA.

## 2egénération - Type 247(2020 - ...)
Le Mercedes-Benz Classe GLA Type 247, second modèle de la Classe GLA, dérive de la Mercedes-Benz Classe A W177. La production a débuté en 2020.

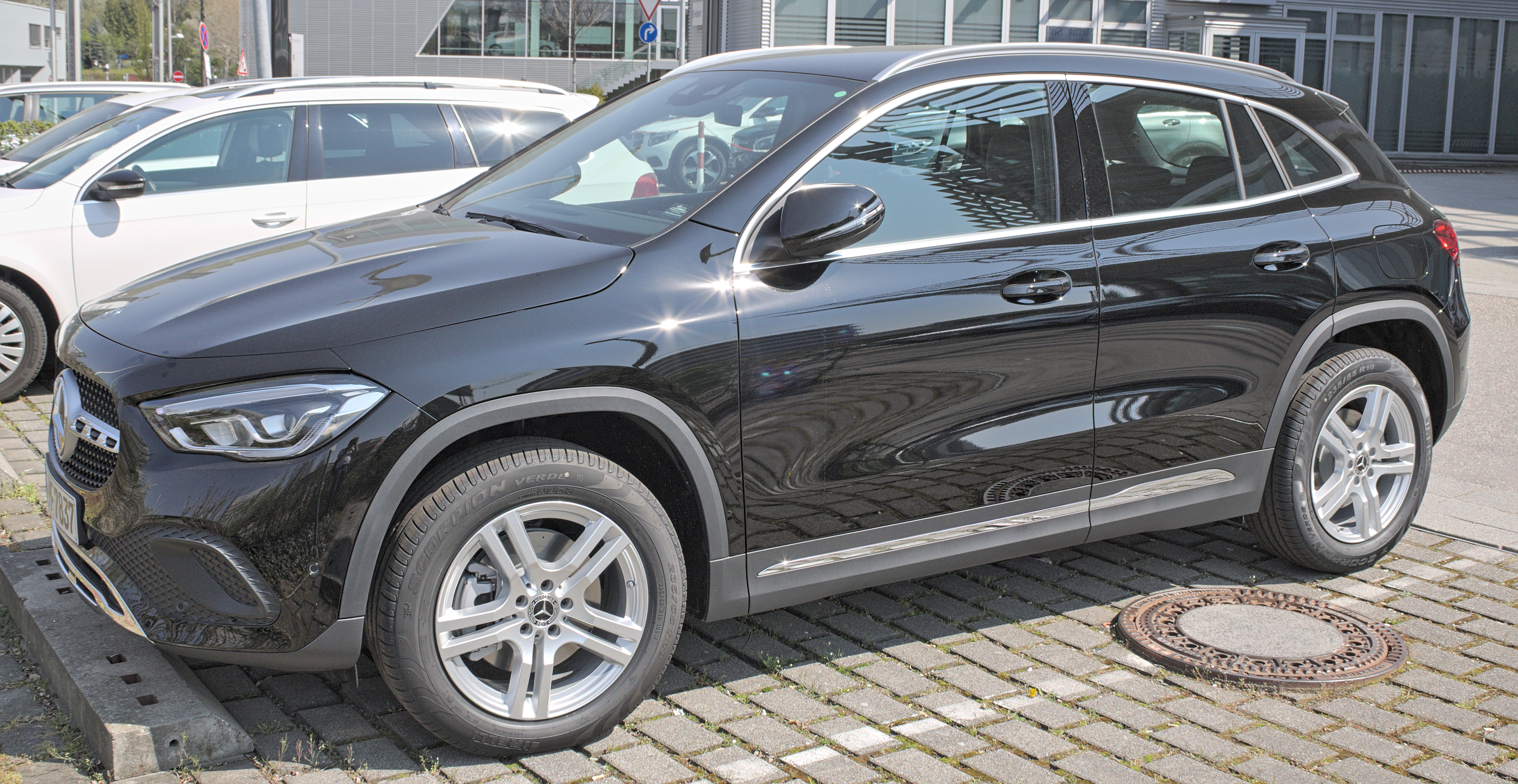
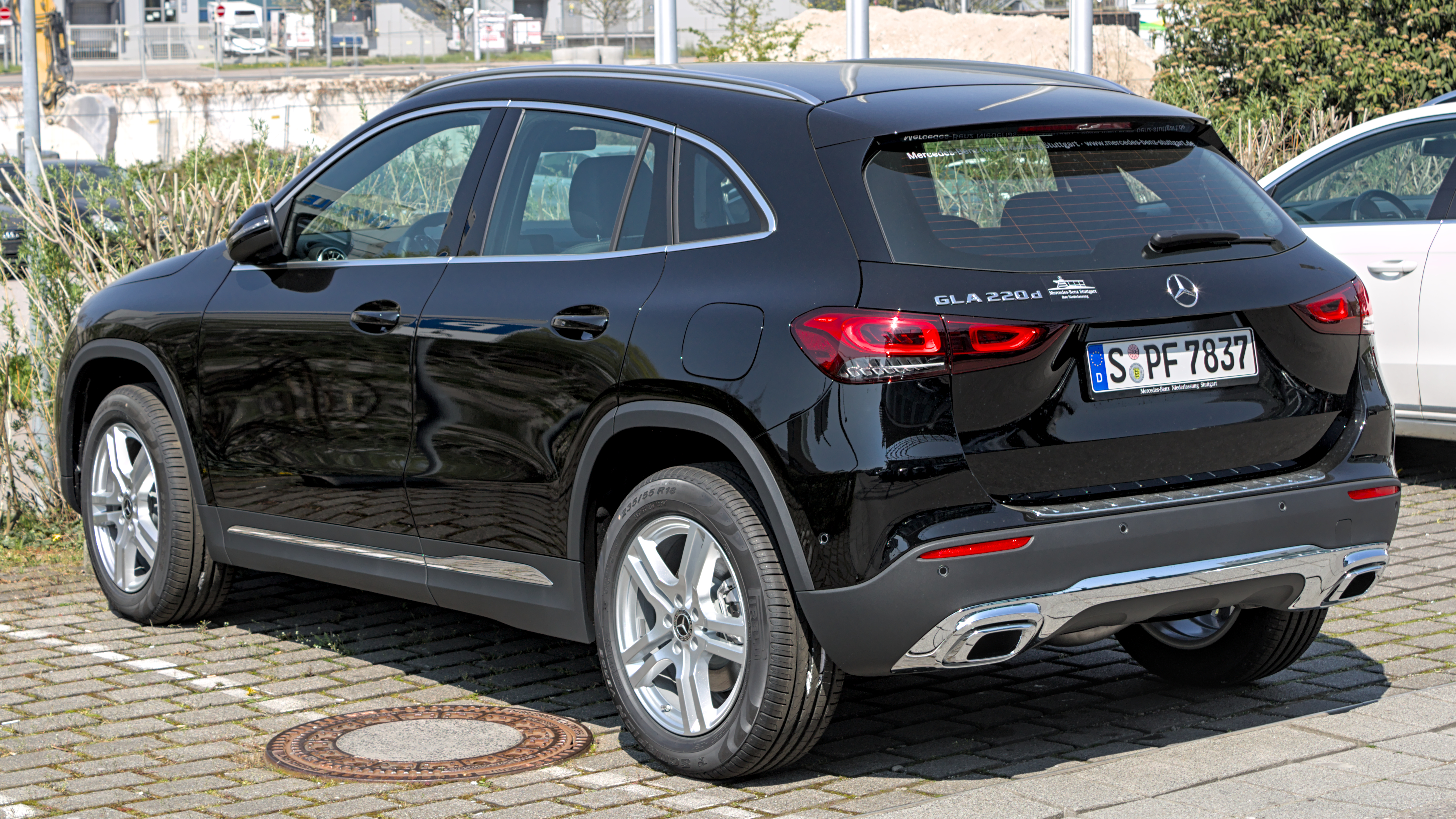
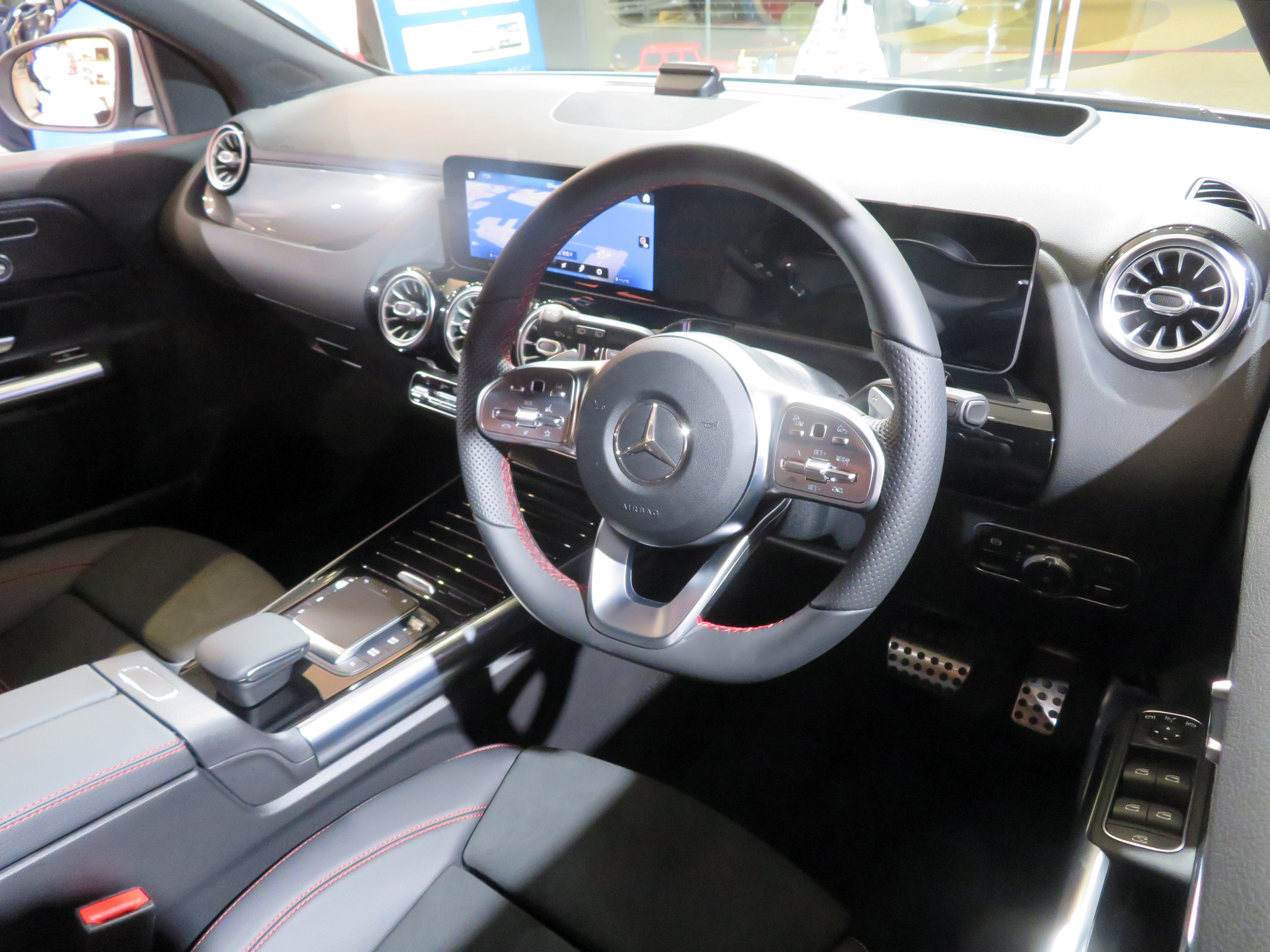

### Versions spécifiques
- H247 - AMG : version sportive de la Classe GLA.